# 莎玛丽丹百货公司
莎玛丽丹百货公司（法語：La Samaritaine，法語發音：[la samaʁitɛn]）是法国巴黎一个大型百货公司，位于第一区。最近的地铁站是新桥站。目前为奢侈品制造商路易威登拥有。20世纪70年代以来，这家商店经营亏损，终于在2005年因为建筑物不符合安全标准而关闭，到目前为止，商店的创始者们的代表与新业主路易威登对这座建筑未来作为百货公司或混合使用开发尚有争议。

## 历史
这家商店开业于1869年，由欧内斯特·科尼亚克和玛丽-露易丝·热夫妇创办，热曾是乐蓬马歇百货公司的首席服装售货员。科尼亚克开始在新桥卖的伞下做生意，后来在Monnaie街开设小规模的精品店。到1900年，夫妇俩决定扩大自己的企业，于是诞生今日所见的莎玛莉丹大厦。
通过对周边建筑物的稳定收购，欧内斯特·科尼亚克定期扩大，可以不再被称为“精品店”。从1883年至1933年，周围的街区逐步被完全重新设计和改造。其中，在1903年和1907年之间，这项工作是由建筑师弗朗茨·茹尔丹负责，设计了新艺术运动的风格。1933年，亨利·索维奇进行重新设计，以反映装饰艺术主义的审美原则。其结果是11层楼的百货公司，今天被认为是历史古迹。
1990年代以后，莎玛莉丹经营困难。2001年，莎玛莉丹被奢侈品公司路易威登购买，后者此前不久已经购买了乐蓬马歇百货公司。2005年6月15日，百货公司关闭，进行更新，以符合现代安全标准，但是工会认为是为重组的目的。据估计，香格里拉莎玛莉丹将重新在2011年年底开业。
莎玛莉丹这个名字（“撒玛利亚妇人”）来自新桥附近，从1609年到1813年安装的一个操作液压泵。泵前有约翰福音第四章中撒玛利亚妇人为耶稣打井水的镀金浅浮雕图纸以及阐述。这是科尼亚克最初做生意的地点。
这家商店以其屋顶咖啡厅著称，在那里可以看到绝佳的城市风光。
LVMH 斥資7.5億歐元重新裝潢，並在2021年6月23日重新開幕

## 軼事
2022年7月，周杰倫所發行的專輯「最偉大的作品」中的同名歌曲取景於莎瑪麗丹百貨公司。